# Neacomys pictus
Neacomys pictus é uma espécie de roedor da família Cricetidae.

## Distribuição e habitat
Apenas pode ser encontrada no Panamá, onde habita em locais com vegetação baixa ou de gramíneas, sempre nas cercanias de florestas. Assim, a espécie é mais encontrada em clareiras e capões do que em florestas intactas. Acredita-se que a espécie é noturna e solitária, mas seus hábitos são pouco conhecidos.